# Weide met koeien aan het water
Weide met koeien aan het water is een schilderij van de Nederlandse kunstschilder Willem Maris, geschilderd tussen 1895 en 1904, olieverf op linnen, 87 × 108 centimeter groot. Het toont een polderlandschap met koeien onder een weidse wolkenlucht, geschilderd in de stijl van de Haagse School. Het werk bevindt zich sinds 1910 in de collectie van het Rijksmuseum Amsterdam, na een schenking door het kunstverzamelaarsechtpaar Drucker-Fraser, dat de kunstenaar persoonlijk kende.

## Context
Waar de Haagse School doorgaans geassocieerd werd met grauw en grijs weer, maakte Willem Maris vooral naam als schilder van het zomerse licht, hoewel zijn palet enigszins sober bleef. Ook staat hij wel bekend als "koeienschilder", maar daar zei hij zelf ooit over: "Ik schilder geen koeien maar lichtreflecties". Maris' onderwerpkeuze was doorgaans beperkt, zijn hele carrière schilderde hij vooral landschappen met vee en later ook eenden, mede omdat daar veel vraag naar was. Via de Parijse kunsthandel Goupil verkocht hij ook veel van zijn werken in het buitenland.
In zijn latere werken is de invloed van het impressionisme, behalve in de aandacht voor het licht, ook te zien in Maris' lossere penseelstreek. Weide met koeien aan het water is hiervan een treffend voorbeeld.

## Afbeelding
Weide met koeien aan het water toont simpel gezegd een polderlandschap met koeien. Toch is dat niet het eigenlijke thema: het gaat Maris namelijk vooral om de ijle, broeierige atmosfeer van de zinderende zomerdag en de effecten van het zonlicht. De eenvoudige voorstelling is met dikke verflagen en flink geborsteld op het doek gezet. Grove streken witte verf visualiseren het licht op de vachten van de koeien en op het water. De weide lucht is vlekkerig en grof uitgewerkt. Een verre vogel suggereert iets van beweging. In de verte zien we vaag een molen.
Kunstschilder Jan Veth schreef over Maris' werkwijze het volgende: "hij maakte de olieverf schuimend of als edelsteen, vlekkig of massief, kruimig of vloeiend, al naargelang het effect dat hij najoeg. Zo bouwde hij zijn schilderijen niet op mét de verf maar ín de verf. Het bootsen van zijn lichteffecten werd door het kneden van zijn verfeffecten bepaald"..
Maris' werk oogt schetsmatig en snel gemaakt, maar bekend is dat hij altijd veel tijd besteedde aan een schilderij. Vaak was hij niet tevreden en regelmatig schilderde hij grote partijen over. Zijn beesten werkte hij met grote precisie uit, met veel aandacht voor de stofuitdrukking en de anatomie. In 1901 schreef hij aan zijn vriend Kees Spoor: "Als ze mij weer een schilderij van koeien bestellen, dan voel ik mij niet vrij meer en zit gewoonlijk lang aan zo' 'n ding te tobben".. Ook delen van Weide met koeien aan het water, zowel in de wolkenpartijen, het drassige weiland als de beesten, zijn meermaals overgeschilderd.